# Lieven
La famille Lieven est une famille de noblesse allemande issue de Livonie. Une branche a essaimé en Suède au début du XVIIIe siècle, orthographiée von Liewen. Les personnalités les plus célèbres de cette famille se distinguèrent en Russie impériale.

## Personnalités

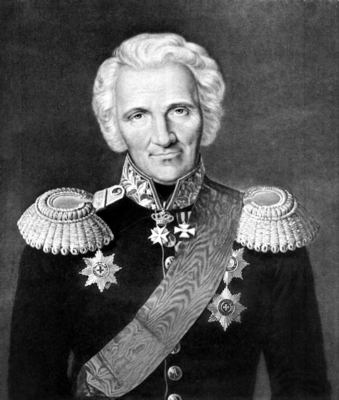
Le général Karl Andreïevitch Lieven

- Alexandre Karlovitch Lieven (1801-1880), général d'infanterie russe, gouverneur de Taganrog (1844-1853), fils du précédent.
- Charles Christophe von Lieven (1767-1844), ministre de l'Instruction publique (1828-1833), frère du prince Christophe de Lieven.
- Christophe de Lieven (1774-1839), diplomate et général d'infanterie russe, époux de Dorothea von Benckendorff (1785-1857), la fameuse princesse de Lieven, plus célèbre que lui. Au cours des guerres qui opposèrent la Russie aux armées napoléoniennes, il fut l'un des commandants de l'Armée impériale de Russie. En 1794, il prit part à la campagne militaire menée contre les Français en Flandres et se distingua aux batailles de Tampleve et de Fleurus. Pendant les guerres napoléoniennes, il prit part à la guerre de la Première Coalition et celle de la Troisième Coalition. Il combattit aussi sur d'autres champs de bataille : guerre russo-persane de 1796 et la guerre du Caucase. Il fut aussi un des témoins privilégiés de la signature du traité de Tilsit. Il siégea au Conseil d'Empire à partir de 1831.
- Karl Andreïevitch Lieven (1767-1844), général d'infanterie, ministre de l'Éducation nationale (1828-1833), membre du Conseil d'État (1826), frère du précédent.
- Andreï Alexandrovitch Lieven : (1839-1913), prince et homme politique russe, ministre d'État de la propriété (1877-1881), membre du Conseil d'État (1879).
- Ivan Andreïevitch Lieven (1775-1848), officier, l'un des commandants de l'Armée impériale de Russie pendant les guerres napoléoniennes. Promu major-général en 1800, il prit part aux campagnes militaires de 1806-1807 ; il fut blessé à la bataille d'Eylau. Pendant la guerre de la Sixième Coalition, il participa aux batailles de la rivière Katzbach le 26 août 1813 et de Leipzig les 16 octobre et 19 octobre 1813. En 1814, il prit part aux batailles de Brienne et de La Rothière.
- Anatole von Lieven (1872-1937) combattit le bolchévisme en Lettonie.
- Alexandra Von Lieven (1974-), égyptologue allemand.